# Löpning 5 000 meter

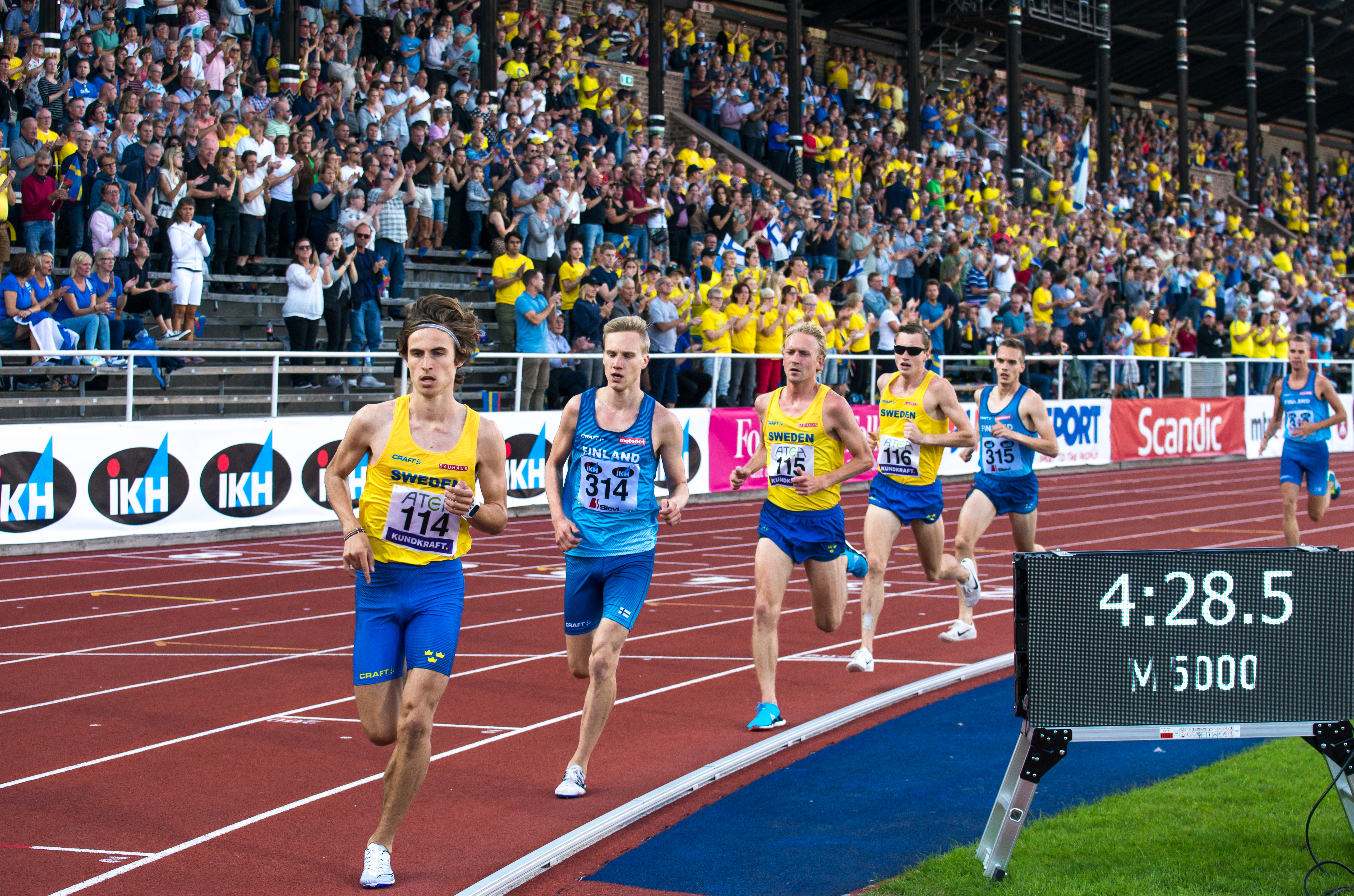
5 000 meter löpning under Finnkampen på Stockholms stadion i augusti 2019.

5 000 meter löpning är en friidrottsgren/distans som löps både vid olympiska spel och vid världsmästerskap. Det är även den längsta distans som IAAF för officiella världsrekord på inomhus, även om grenen inte finns med på världsmästerskap inomhus. Fram till 1995 tävlade damer på 3 000 meter i stället vid mästerskap utomhus.
5 000 meter löps vid mästerskap på en vanlig friidrottbana. Distansen går även att löpa i terräng eller på rakbana, men tider som sätts i sådana lopp räknas inte som eventuella rekord.
5 000 meter är liksom alla medel- och långdistanslopp ett taktiskt lopp där tiden beror på vilken taktik deltagarna väljer. Loppet kan antingen gå relativt långsamt för att sluta i en spurt eller så väljer någon, själv eller engagerad farthållare, att skruva upp tempot redan från början för att se till att det inte blir någon spurtuppgörelse. 

## Milstolpar i grenens historia
Herrar
- Första officiella världsrekordet – 14.36,6 Hannes Kolehmainen (Finland) 10 juli 1912
- Först att springa under 14.30 – 14.28,2 Paavo Nurmi (Finland) 19 juni 1924
- Först att springa under 14 minuter – 13.58,2 Gunder Hägg (Sverige) 20 september 1942
- Först att springa under 13.30 – 13.28,5 Ron Clarke (Australien) 4 juni 1965
- Först att springa under 13 minuter – 12.58,39 Saïd Aouita (Marocko) 20 juli 1987

Damer
- Första officiella världsrekordet – 15.14,51 Paula Fudge (Storbritannien) 13 september 1981
- Först att springa under 15 minuter – 14.58,89 Ingrid Kristiansen (Norge) 20 juni 1984
- Först att springa under 14.30 – 14.28,09 Jiang Bo (Kina) 23 oktober 1997

## Tio snabbaste tiderna på 5 000 meter

### Herrar
| Rank | Res.     | Namn                 | Nation   | Datum           | Plats       |
| ---- | -------- | -------------------- | -------- | --------------- | ----------- |
| 1.   | 12.35,36 | Joshua Cheptegei     | Uganda   | 14 augusti 2020 | Monaco      |
| 2.   | 12.37,35 | Kenenisa Bekele      | Etiopien | 31 maj 2004     | Hengelo     |
| 3.   | 12.39,36 | Haile Gebrselassie   | Etiopien | 13 juni 1998    | Helsingfors |
| 4.   | 12.39,74 | Daniel Komen         | Kenya    | 22 augusti 1997 | Bryssel     |
| 5.   | 12.40,45 | Berihu Aregawi       | Etiopien | 30 juni 2023    | Lausanne    |
| 6.   | 12.41,73 | Yomif Kejelcha       | Etiopien | 15 juni 2023    | Oslo        |
| 6.   | 12.41,73 | Jacob Kiplimo        | Uganda   | 15 juni 2023    | Oslo        |
| 8.   | 12.42,18 | Hagos Gebrhiwet      | Etiopien | 21 juli 2023    | Monaco      |
| 9.   | 12.42,70 | Telahun Haile Bekele | Etiopien | 21 juli 2023    | Monaco      |
| 10.  | 12.43,02 | Selemon Barega.      | Etiopien | 31 augusti 2018 | Bryssel     |

### Damer
| Rank | Res.     | Namn             | Nation        | Datum             | Plats     |
| ---- | -------- | ---------------- | ------------- | ----------------- | --------- |
| 1.   | 14.00,21 | Gudaf Tsegay     | Etiopien      | 17 september 2023 | Eugene    |
| 2.   | 14.05,20 | Faith Kipyegon   | Kenya         | 9 juni 2023       | Paris     |
| 3.   | 14.05,92 | Beatrice Chebet  | Kenya         | 17 september 2023 | Eugene    |
| 4.   | 14.06,62 | Letesenbet Gidey | Etiopien      | 7 oktober 2020    | Valencia  |
| 5.   | 14.11,15 | Tirunesh Dibaba  | Etiopien      | 6 juni 2008       | Oslo      |
| 6.   | 14.12,59 | Almaz Ayana      | Etiopien      | 2 juni 2016       | Rom       |
| 7.   | 14.12,88 | Meseret Defar    | Etiopien      | 22 juli 2008      | Stockholm |
| 8.   | 14.12,98 | Ejgayehu Taye    | Etiopien      | 27 maj 2022       | Eugene    |
| 9.   | 14.13,42 | Sifan Hassan     | Nederländerna | 23 juli 2023      | London    |
| 10.  | 14.15,24 | Senbere Teferi   | Etiopien      | 8 juni 2021       | Hengelo   |

## Olympiska mästare på distansen
Grenen infördes på OS-programmet för män 1912. För damer introducerades grenen 1996.